# 樊鵬
樊鵬，字少南，號南溟，河南汝寧府信陽縣人，明朝政治人物、進士出身。

## 生平
嘉靖五年（1526年）丙戌科二甲七十三名進士，次年授安州知州，十年升南京戶部浙江司員外郎，十二年升南京工部營繕司郎中，官至陝西按察使司僉事。師從何景明，工詩文，有《樊氏集》。